# Idaea informis
Idaea informis là một loài bướm đêm trong họ Geometridae.